# 厄氏尖條鰍
厄氏尖條鰍（學名：Oxynoemacheilus erdali），為輻鰭魚綱鯉形目條鰍科尖條鰍屬的其中一種。分布於亞洲土耳其穆拉特河流域，體長可達4.5公分，棲息在河川底層水域，生活習性不明。

## 扩展阅读
維基物種上的相關：厄氏尖條鰍